# Fritz Schwab
Erich Arthur Fritz Schwab (Berlin, 1919. december 31. – 2006. november 24.) olimpiai ezüst-, és bronzérmes svájci atléta.

## Pályafutása
John Mikaelsson mögött ezüstérmesként zárta 10 kilométeres gyaloglás versenyszámát az 1946-os oslói Európa-bajnokságon. Két évvel később a londoni olimpiai játékokon, ugyanebben a számban Mikaelsson és Ingemar Johansson mögött lett bronzérmes. Az 1950-es brüsszeli kontinensviadalon győzelmet szerzett ezen a távon, majd az 1952-es helsinkiben rendezett olimpián ezüstérmes volt; újfent John Mikaelssonal szemben maradt alul.
Apja, Arthur Schwab szintén sikeres gyalogló volt, az 1936-os olimpián ezüstérmet nyert 50 kilométeren.

## Egyéni legjobbjai
- 10 kilométeres gyaloglás - 44:44 (1939)